# 盜墓者羅拉：崛起
《盜墓者羅拉：崛起》是一款由晶体动力开发，微软工作室和史克威尔艾尼克斯發行的动作冒险游戏。本作是2013年发行之《古墓丽影》的续作，首發於2015年11月10日在Xbox 360和Xbox One平台，2016年1月29日登上Microsoft Windows平台，2016年10月11日登上PlayStation 4平台，并且包含支援PlayStation VR的游戏内容。2018年4月12日登上macOS平台。游戏内包含有中文版及中文配音。
《古墓丽影：崛起》的故事發生於蘿拉在超自然的「邪馬台國」的冒險結束後一年，在島上發現了不死生物後，劳拉开始在世界各地寻找这个传说的真相。游戏将跟随劳拉·卡芙特和约拿·迈亚瓦（Jonah Maiava）一起探索位于西伯利亚的古代城市“基特城”，这座城市由弗拉基米尔的大親王乔治二世于13世纪建立，劳拉认为它隐藏着长生不死背后的秘密。神秘组织“圣三一（Trinity）”的目的与劳拉相同。在与圣三一竞争的过程中，劳拉必须在敵人、猛獸及恶劣环境的威胁下存活并寻找传说背后的真相。
截至2017年，本作的累計銷量已接近700萬套。

## 游戏玩法
《古墓丽影：崛起》是一款第三人称动作冒险游戏，延续了2013年《古墓丽影》的许多元素。玩家将在不同的环境中控制劳拉·克罗夫特对抗敌人，使用简易武器和小工具完成解谜元素，以推动剧情发展。
本作采用独具特色的打造系统，允许玩家使用从恶劣环境中搜寻的动植物材料打造新的物件
。
游戏中将包括天气系统，人类和动物的活动都可从昼夜周期中反映出来。例如，为制作抗寒能力更强的冬衣，劳拉必须在特定的气候条件和时间段内猎捕狼。本作中劳拉可游泳，这将增强劳拉的灵活性和作战技术。
游戏对战斗机制进行了重新设计，增加了更多的潜行与偷袭元素。劳拉可以利用环境迷惑敌人，躲在草丛或树上，或者干脆爬树或沿屋顶行走避免战斗。弓和箭再次在游戏中回归，弓箭的附加功能可从特定的动物和劳拉狩猎和采集的材料中制造。其他武器如手枪和登山斧也同样出现，此外游戏还增加了猎刀用于战斗和偷袭。

## 剧情
《崛起》的故事，要從蘿拉的父親——卡芙特爵士說起。卡芙特爵士窮盡一生，都在發掘敘利亞的先知之謎，但他的努力不但被學會斥為無稽之談，受到百般羞辱，最後還因此而自殺身亡。
蘿拉在邪馬台國的冒險結束後的一年，為了完成父親遺志，不顧後母安娜的反對，前往敘利亞尋找先知之墓。當找到先知之墓時，沒想到等著蘿拉的，竟是空空如也的棺材，與康斯坦丁率領的大批聖三一傭兵。為了對付康斯坦丁，蘿拉不惜引爆先知之墓並引發大洪水。蘿拉在擺脫了大洪水之後，發現了一個很眼熟的符號。回到卡芙特莊園後蘿拉翻閱父親遺留的文獻，得知原來先知之墓的符號與西伯利亞的古代城市基特城來源相同，蘿拉認為這是神聖之源的重要線索。在獲知這個訊息後，聖三一的暴徒突然潛入卡芙特莊園，順利奪取卡芙特爵士的文獻。為了不讓聖三一得逞，蘿拉與約拿踏上了西伯利亞。
蘿拉在西伯利亞發現了許多的蘇聯設施，蘿拉認為蘇聯也可能尋找過神聖之源。為了尋求真相，蘿拉深入蘇聯設施。當蘿拉在古拉格勞動營找到康斯坦丁的身影時，卻遭聖三一傭兵捕獲。康斯坦丁因此利用安娜逼問蘿拉神聖之源下落，當發現蘿拉對神聖之源一無所知時，安娜現出真面目。原來安娜也與聖三一同夥，且康斯坦丁與安娜是姐弟關係。康斯坦丁將蘿拉關入牢房，但蘿拉很輕易的就溜了出來，並與獄友雅各一同逃離。在逃獄過程中蘿拉與雅各不斷面臨聖三一追擊，最後蘿拉跳入冰湖順利躲避聖三一，但卻受到過大的衝擊而導致昏去。在不知過了多久以後，蘿拉醒來發現被雅各所救。當雅各知道蘿拉是為了完成父親遺志而尋找神聖之源時，試圖勸退蘿拉未果。雅各知道蘿拉的堅定後，帶蘿拉踏上前往自己村子的路程。
在穿過路途中的捷徑坑道時，雅各被崩落的石頭活埋，獨留蘿拉一人前進。蘿拉最終到了雅各的村子，並碰上了雅各的女兒索菲亞，在與索菲亞交談過後，雅各竟毫髮無傷出現。雅各希望能集結蘿拉與眾人之力一同擊退聖三一。為了替雅各通報族人與取得神聖之源的指標——亞特拉斯輿圖，蘿拉前往大教堂的檔案室，沒想到檔案室到處都是不死軍團。在取得輿圖後的回程，蘿拉得知約拿也被族人救到村中。回到村中與約拿重聚後，蘿拉與雅各一同檢視了輿圖，得知基特城與神聖之源即在厚厚冰層底下。此時聖三一闖入，將約拿與輿圖一同擄走。
康斯坦丁與安娜取得輿圖後，開始一邊查看輿圖，一邊籌畫更大的計劃。康斯坦丁試圖掌握以神聖之源為動力的不死軍團力量，而安娜則想以神聖之源拋除病痛取得永生。蘿拉前往康斯坦丁的據點試圖拯救約拿，康斯坦丁卻將約拿刺成重傷後逃跑。在不得已之下，蘿拉將約拿交給村人照顧後，獨自繼續追擊康斯坦丁與聖三一軍團。在擊退聖三一軍團後，蘿拉回到村子看到雅各以特殊神力治療約拿，此時蘿拉知道了雅各即是不死先知。數百年前，雅各利用神聖之源的力量，創建不死軍團，並完成不死之身。但雅各無法控制不死軍團的強大力量對族人的反噬，因此才將不死軍團與神聖之源封印在冰城底下。雅各深知神聖之源是個錯誤，但已難以彌補，蘿拉是這數百年來唯一出現的轉機。雅各告訴蘿拉時間已經不多，聖三一終究會較早到達基特城，因此將封存了數百年的不死軍團通道開放給蘿拉，讓蘿拉可以更快前往基特城摧毀神聖之源。
穿過不死軍團的重重危險阻礙，蘿拉最終抵達了基特城，但康斯坦丁與大批聖三一早已在那等著蘿拉。蘿拉使出最後的力氣將殘存的聖三一與康斯坦丁擊潰，進入了靈魂之室，而等在靈魂之室的卻是安娜。安娜試圖支配神聖之源的力量，而蘿拉則勸說安娜放棄，此時雅各也趕來試圖阻止安娜。雙方角力之下，安娜強行開始了神聖之源的不死儀式。儀式過程中，蘿拉搶下了神聖之源。在與雅各最後的眼神示意後，蘿拉將神聖之源重重摔在地上，摧毀了神聖之源，並與雅各作最後的道別，霎時間雅各與所有不死軍團一同消逝在空氣中。
蘿拉帶著真相與約拿一同回到了莊園。蘿拉聽著父親的最後一捲錄音帶：「重要的不是我們的身分，而是我們做過的事情」。蘿拉非常感念父親最後的錄音，約拿說若果卡芙特爵士也知道了真相，也會做出跟蘿拉一樣的選擇。在事件結束之後，蘿拉還是會時常回到村子見索菲亞，索菲亞非常感謝蘿拉的幫助，並表示她會繼承雅各的遺志，帶給族人們更好的生活。

## 开发
2013年8月1日，史克威尔艾尼克斯欧洲CEO菲尔·罗杰斯在其公司官网的一篇博客中证实，下一代古墓丽影续作正在开发中。2014年6月9日，《古墓丽影：崛起》正式公布。
在微软2014年的GamesCom展会上，游戏宣布于2015年末为Xbox平台进行限时独占。在谈到独占时，菲尔·斯宾塞（Phil Spencer）说，“我是神秘海域的粉丝，我希望我们也有这样的动作冒险游戏。我们已经开始努力并收到一些成效，但都没有今天这款游戏的质量。这是一个机会。”游戏的独占消息受到了一些来自消费者和媒体的负面评价。2015年2月，晶体动力宣布游戏的Xbox 360版由Nixxes Software开发。
2015年6月15日，在微软的E3 2015新闻发布会上，《古墓丽影：崛起》确认于全球发行，并于2015年11月10日在北美发行Xbox One和Xbox 360版。翌日，史克威尔艾尼克斯公布了一段游戏预告。7月23日，史克威尔艾尼克斯宣布游戏的Microsoft Windows和PlayStation 4版将分别于2016年初和年末发布。8月4日，游戏确认于2015年11月13日登陸欧洲。
《古墓丽影：崛起》是系列首次加入中文语音，简体中文版由上海籍配音演员杨梦露负责为劳拉·卡芙特配音。

## 评价

### 獲獎
2016/02/13，在第六十八屆美國編劇工會頒獎典禮的電子遊戲編劇類，獲得傑出成就獎。

## 续作
于Gamescom 2015，史克威尔艾尼克斯无意中透露，自2013年重新启动的古墓丽影系列作品共有三款。也就是说除了已在2013年发售的《古墓丽影》、2015年发售的《古墓丽影：崛起》之外，开发商还将推出最后一款游戏作为三部曲的终结之作。
2018年3月15日，史克威尔艾尼克斯正式公布 《古墓丽影：暗影》，这将是重启系列的第三部也是最后一部作品。游戏将于2018年9月14日登陆PlayStation 4、Xbox One和Microsoft Windows平台。